# Euproctis aureoplaga
Euproctis aureoplaga är en fjärilsart som beskrevs av Sir George Hamilton Kenrick 1914. Euproctis aureoplaga ingår i släktet Euproctis och familjen tofsspinnare. Inga underarter finns listade i Catalogue of Life.